# 파에스어

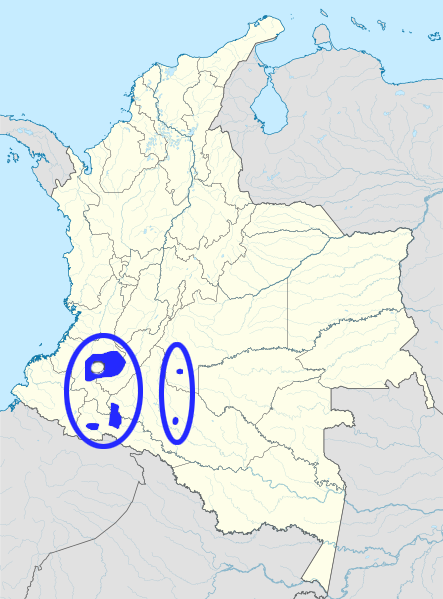

파에스어(Páez, 자기이름 Nasa Yuwe)는 콜롬비아의 남서부 고원 지역의 원주민인 파에스족이 사용하는 언어이다. Crevels (2011)의 추산에 의하면 민족 인구 14만 명 중 화자 수는 약 6만 명이다. 파에스족은 콜롬비아 남서부에 위치한 카우카주의 북부에 주로 사는 민족으로, 콜롬비아의 원주민 공동체 중 2번째로 크다. 다만 역사적으로 콜롬비아 내 다른 지역으로 이주한 인구도 있다.

## 분류
파에스어는 다른 어떤 언어와도 연관되지 않은 고립된 언어로 여겨진다. 다만 제대로 된 기록을 남기지 않은 채로 사멸한 과거의 몇 언어들과 친연성이 추측되기도 하는데, 에콰도르 키토 지역에서 쓰이다가 17세기 사멸한 판살레오어(Panzaleo)와 콜롬비아 남부에서 쓰이다가 20세기 중 사멸한 안다키어(Andaquí)가 그 예시로 자주 들어진다. Henri Beuchat & Paul Rivet (1910)은 코코누코어(Coconuco)와 함께 (오늘날보다 더 광범위한) 치브차어족으로 분류하여 20세기 동안 많은 학자들에 의해 인용되었으나 이는 오늘날 잘 받아들여지지 않으며 코코누코어 역시 바르바코아어족이라는 다른 그룹으로 분류된다.

## 어휘
다음은 Loukotka (1968)가 Paez, Nasayuwä, Okoshkokyéwa, Paniquita 방언과 Panzaleo 언어에 대해 나열한 어휘 목록이다.
| 주     | Paez    | Nasayuwä | Okoshkokyéwa | Paniquita | Panzaleo |
| ------ | ------- | -------- | ------------ | --------- | -------- |
| one    | yas     | tech     | tesha        | tesha     |          |
| two    | ents    | ents     | hänts        | hentsa    |          |
| three  | kek     | tek      | tek          | texta     |          |
| ear    | tún-gua | tõ-ué    | tõ-ua        | tu-gue    |          |
| tongue | tone    | tönä     | téne         | tuné      |          |
| hand   | kosä    | kúsä     | kosa         | konsé     |          |
| foot   | chinda  | chinda   | chinda       | chinda    |          |
| water  | yó      | yu       | yo           | yohua     |          |
| stone  | kuéth   | uét      | kwat         | kuet      |          |
| maize  | kukx    | kutx     | kutx         | kokavi    |          |
| fish   | enzte   | wench    | winx         | wenche    | pila     |
| house  | yath    | yat      | yet          | yat       | an       |